# Michael Siebert
Michael Siebert (* 18. Februar 1950 in Melsungen) ist ein deutscher Politiker und ehemaliger Bürgermeister von Darmstadt.

## Politik
Michael Siebert wurde am 30. September 1993 in einer geheimen Wahl zum Bürgermeister von Darmstadt gewählt.
Von den 68 anwesenden Stadtverordneten stimmten 41 für Siebert.
27 Abgeordnete stimmten für den Gegenkandidaten Wolfgang Rösch von der CDU.
Siebert war der erste grüne Bürgermeister Hessens.
Siebert war von 1993 bis 1996 Bürgermeister von Darmstadt.
Als hauptamtliches Magistratsmitglied leitete er das Dezernat II.
Das Dezernat II umfasste:
- die Allgemeine Vertretung des Oberbürgermeisters
- den Natur- und Umweltschutz
- die Umweltverträglichkeitsprüfung
- die Abfallentsorgung, die Straßenreinigung und den Fuhrpark
- die Stadtplanung
- die Straßen-, Entwässerungs- und Radwegeplanung
- die Energiewirtschaft
- das Umweltamt
- das Stadtplanungsamt
- das Fuhr- und das Reinigungsamt

Im Jahre 1996 endete seine Amtszeit als Bürgermeister.
Danach (1999) wechselte Siebert von den Grünen zur OS/3-Fraktion.
Die OS/3 löste sich wenige Jahre später auf.
Ab dem Jahr 2006 war Siebert der einzige Stadtverordnete der WASG im Stadtparlament von Darmstadt.
Im Jahre 2009 legte er sein Mandat als WASG-Stadtverordneter nieder.
In Darmstadt ist Siebert politisch nicht mehr aktiv.

## Privates
Michael Siebert ist verheiratet und wohnt in Darmstadt-Kranichstein. Er befasst sich heute mit der auf Literaturrecherchen und Reisen gestützten Erforschung mediterraner Frühgeschichte und veröffentlicht die Resultate auf einer eigenen  Website homersheimat.de.